# Kirche Nischwitz (Thallwitz)

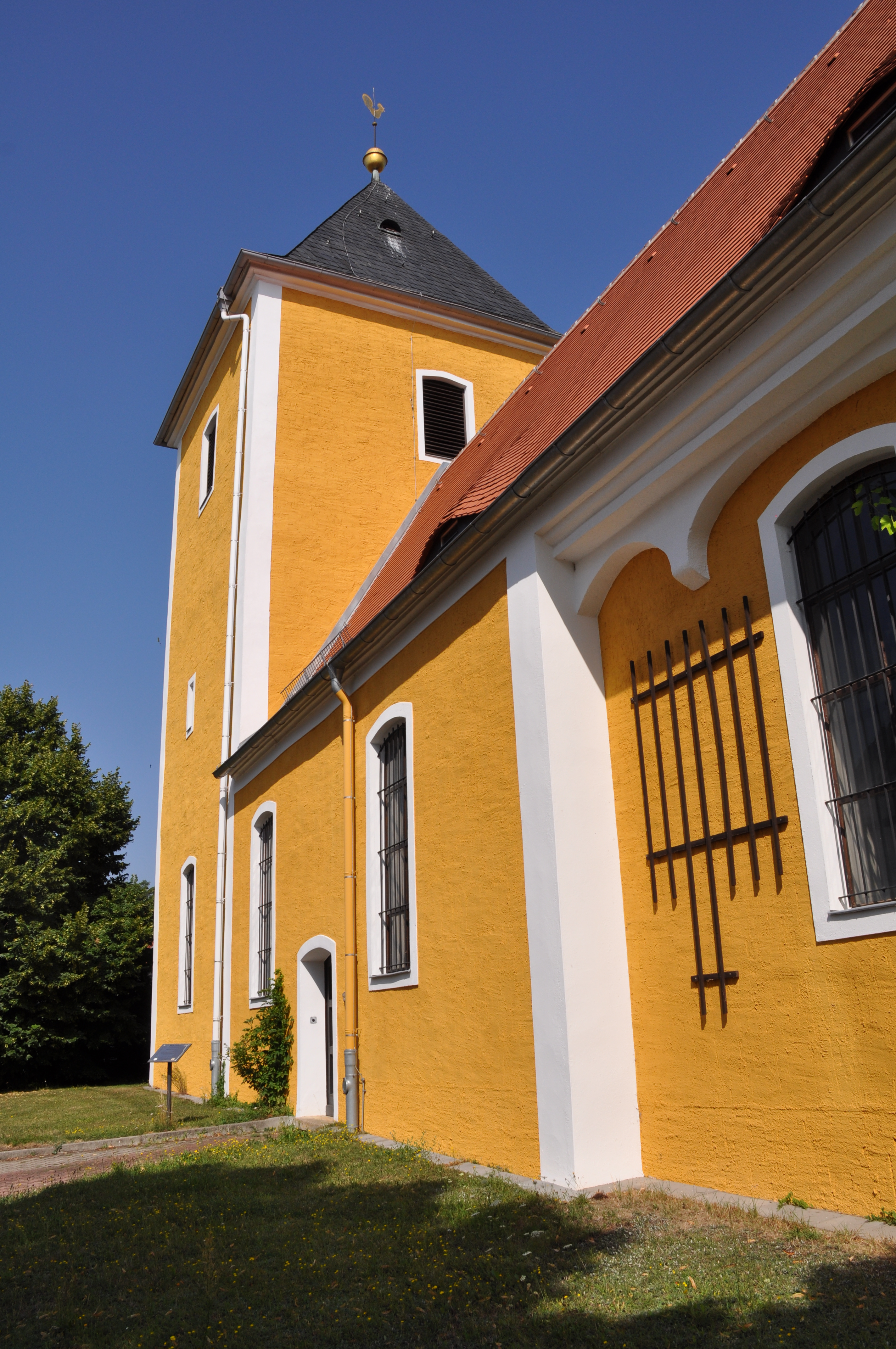
Kirche Nischwitz

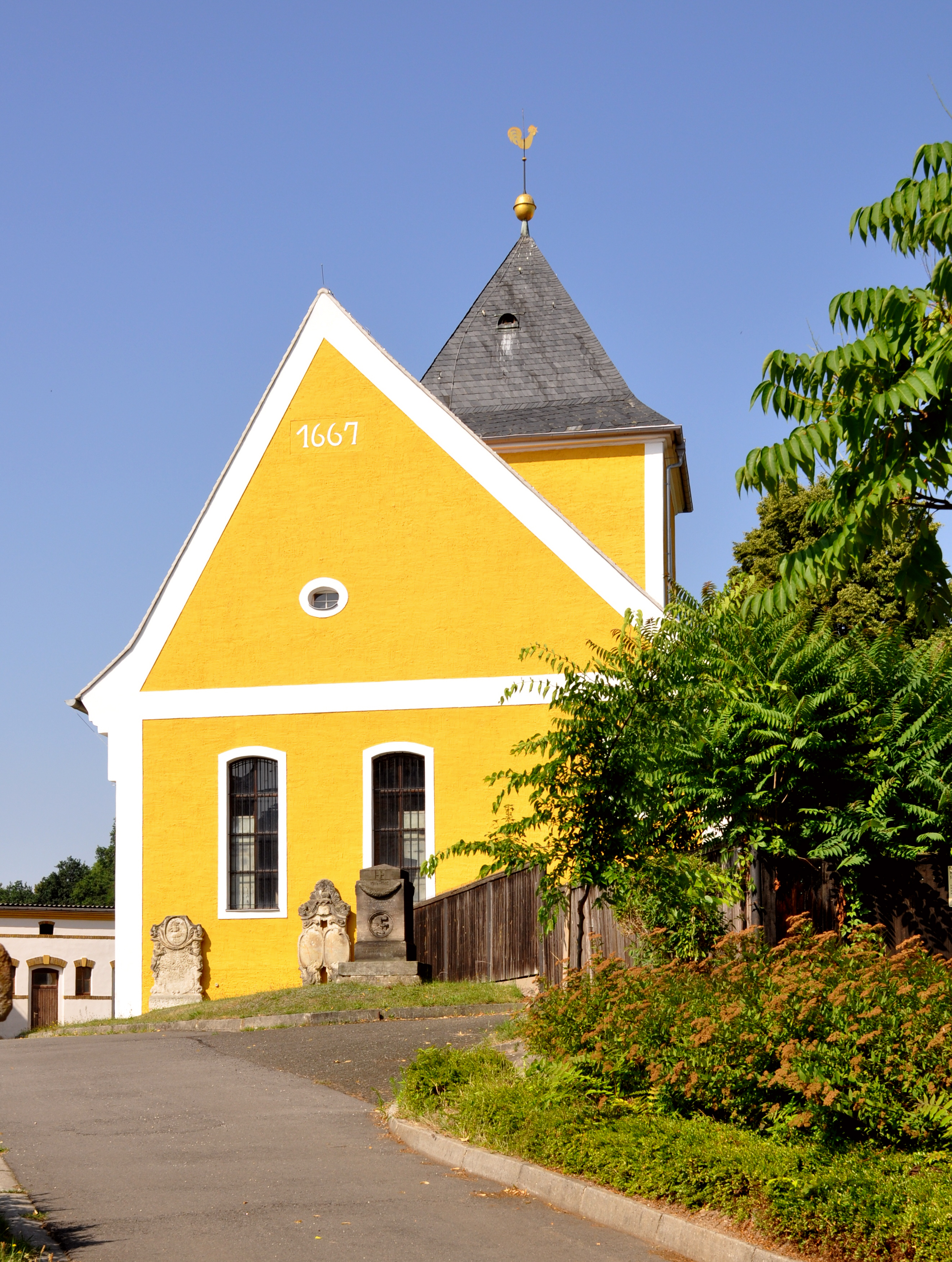
Kirchengiebel mit Jahreszahl 1667

Die Kirche zu Nischwitz im Ortsteil Nischwitz von Thallwitz nahe Wurzen im Landkreis Leipzig in Sachsen ist eine evangelisch-lutherische Kirche. Sie gehört zur Evangelisch-Lutherischen Landeskirche Sachsens.
Das unter Denkmalschutz stehende ortsbildprägende Gotteshaus befindet sich mitten im Ort. 2024 wurde es zur Kulturkirche Nischwitz umgewidmet.

## Geschichte, Bauwerk und Ausstattung
Eigentümer von Nischwitz war das Erzbistum Magdeburg, der Ort wurde 1114 von Meißens Bischof Herwig dem Stift der Wurzener Domkapelle (Domkirche) zugeteilt und gehörte seitdem zu dessen Herrschaftsbereich. Anfangs gab es eine einfache Kapelle.
1512 folgte der Ausbau zur gotischen Pfarrkirche von Bischof Johann VI., woher die Inschrift am Westgiebel „Epidome asministrationis Johannis de Salhausen vom Jahre 1512“ stammt. 1667 und 1752 fanden jeweils tiefgreifende Umbauten statt: einen nach den Wirren des Glaubenskrieges und im 18. Jahrhundert unter Heinrich von Brühl (1700–1763) die nördlichen Anbauten für die Nischwitzer und Lossaer Gutsherrschaft. Zu jener Zeit hatte das Gotteshaus etwa 235 Sitzplätze.
Im Jahr 1752 erhielt der Kirchturm den barocken, achteckigen Aufsatz (Jahreszahl in der Turmfahne), und Sakristei und Logen entstanden an der Nordseite.
1868 folgten ein neues Gestühl, Taufstein, Kanzel, Lesepult, Altar- u. Kanzelbekleidung überwiegend aus Spenden besonders der Patronatsherrschaft. Aus der Zeit um 1750 stammt das von Stefano Torelli gestaltete, reich verzierte und bemalte Taufbecken mit Haube.
1878 wurde eine Turm-Uhr von Ratsuhrmacher Zacharias aus Leipzig für 750 Mark aus Mitteln des Ärars installiert. Nach 1870 wurde die Kirche neobyzantinisch ausgestaltet, wovon Decke und Teile der Fenstergewände zeugen. 1896 folgte der Abputz der Kirche und des Turmes.
1902 am 23. Mai brannte durch Blitzschlag in die obere Spitze, der Turm bis unter die Laterne nieder. Die Orgel wurde vom Löschwasser stark beschädigt und von Orgelbauer Jehmlich aus Dresden wieder hergerichtet. Ein Jahr darauf stiftete der Kirchenpatron einen eisernen Ofen nach dem gebräuchlich gewordenen Wasseralfinger-System. Gänge und Altarplatz wurden mit bunten Weser- und Sandsteinfliesen belegt. Bei Restaurierungen in den Jahren wurde der hohe barocke Turmabschluss durch ein niedriges Pyramidendach ersetzt. Der Turm erhielt in Saalbreite Korbbogenfenster, die eingeschossigen Emporen wurden entfernt.

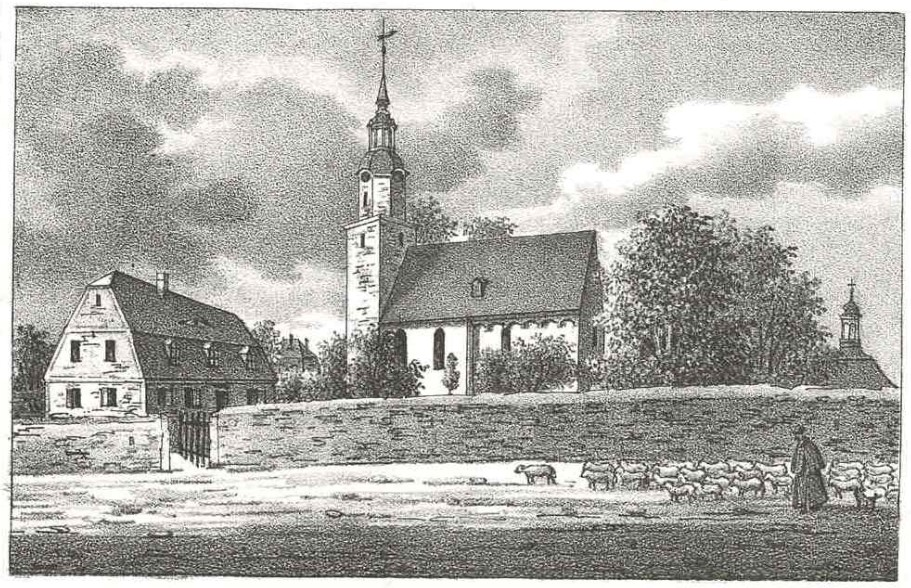
Kirche Nischwitz bei Thallwitz, historische Ansicht

Das im Chor eingemauerte Sakramentshäuschen stammt mindestens vom Anfang des 16. Jahrhunderts, es gibt unregelmäßiges Kreuzgratgewölbe und an der Ostwand eine Sakramentsnische. Im Inneren ist die Kirche flach gedeckt mit Resten einer neobarocken Ausmalung.
Das Kruzifix ist ein Werk aus dem 16. Jahrhundert. Das Altarbild „Die Verkündung Maria“ ist das Werk eines unbekannten Meisters, gestiftet von Brühl. Über dem Altar strahlt in einer Bekrönung das Gottesauge. Seitlich befinden sich zwei Kindergestalten mit Kreuz und Kelch aus Stuckmarmor.
Das Gemälde „Grablegung Christi“ stammte aus der Cranachschule von Lucas Cranach dem Jüngeren: Es war Teil des Gedächtnismals für Georg Niemegk, den 1561 gestorbenen Wittenberger Stadtrichter, und hing ursprünglich in der Wittenberger Stadtkirche. Nischwitzs Patronatsherr und Konsistorialpräsident Ferdinand von Ritzenberg erwarb es nach 1840 für die Nischwitzer Kirche. Es hing gegenüber der Patronatsloge; die Eisenhaken sind bis heute erhalten.
Aus den Mitteln einer Stiftung von Ritzenberg wurde 1896 eine Kopie aus der Dresdner Galerie „Der Kreuztragende Christus“ von Sebastiano del Piombo sowie ein Altarteppich und neue Abendmahlgefäße beschafft.
Die Pfarrgebäude im schlechten baulichen Zustand wurden mit Amtsantritt des Pfarrer Knauer abgerissen und im Jahre 1851 neu erbaut.

## Jüngere Vergangenheit und Gegenwart
Die Jahrzehnte nach 1945 führten zu erheblichen Bauschäden, die Kirche wurde als Gotteshaus zum dritten Mal aufgegeben: Der barocke Turmaufbau wurde auf Grund von Bauschäden 1970 wieder abgebaut, der Putz erneuert und nach Einrichtung eines würdigen Gemeindesaales der Kirchenraum der kirchlichen Baubrigade überlassen.

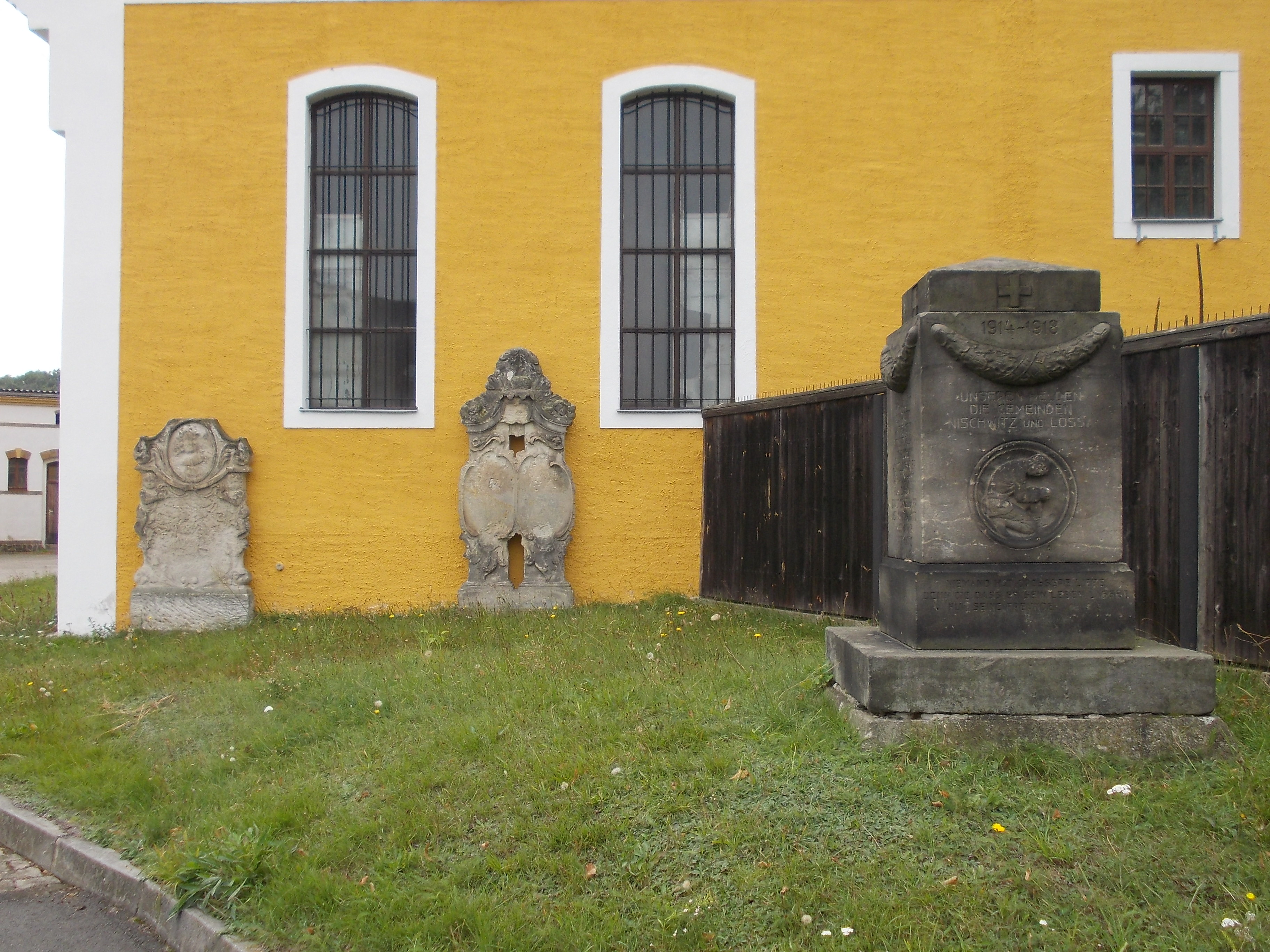
Detailansicht

Am 10. August 2024 wurde das zuvor baufällige Gotteshaus nach sechs Jahren Bauzeit seiner neuen Bestimmung als Kulturkirche Nischwitz übergeben. Kanzel, Taufstein, Orgel und die restaurierten Altäre wurden neu geweiht, der Innenraum in neobarocker Fassung farblich neu gestaltet. Künftig finden dort auch kulturelle Veranstaltungen und weltliche Bestattungen statt. Die Finanzen für die Baumaßnahmen betrugen mehr als 1 Million Euro: Ein Drittel davon kam von der Evangelisch-Lutherischen Landeskirche Sachsens, hinzu kamen LEADER-Fördermittel der Europäischen Union sowie ein Eigenanteil.

## Orgel
Die nicht erhaltene erste Orgel von 1801 schuf Johann Christian Friedrich Flemming aus Torgau. Die 1882 eingebaute neue Orgel mit doppeltem Manual und elf klingenden Stimmen stammte von dem Orgelbauer Conrad Geißler aus Eilenburg. Der Preis betrug 3.243 Mark, größtenteils finanziert vom Ärar. Die Orgel wurde 1973/74 nach Annaberg-Buchholz in die Bergkirche St. Marien versetzt.

## Geläut
Die ursprünglichen Bronze-Glocken schuf 1741 Martin Heintze. 1866 ermöglichten Spenden der Kirchgemeinde ein neues Geläut: Glockengießer G. A. Jauck aus Leipzig goss die alten Glocken zu Fis-Dur um. Die große Glocke trug die Inschrift Ehre sei Gott in der Höhe mit schwebendem Engel, die mittlere Selig sind die Todten mit Bibel, Kruzifix und Kelch gleich dem Siegel der Kirche, und die kleine Lasset die Kindlein mit Taube. Dieses Geläut musste während des Ersten Weltkriegs für Rüstungszwecke als sogenannte Metallspende abgegeben werden.
Das aktuelle Geläut besteht seit 1923 aus drei Gussstahl-Kirchenglocken mit den Tönen e', g' und h', gegossen vom Bochumer Verein.

## Kirchgemeinde
Zur Kirchgemeinde Thallwitz-Lossatal gehören die Orte Falkenhain, Thammenhain, Voigtshain, Müglenz, Hohburg, Zschorna, Watzschwitz, Lüptitz, Großzschepa, Kleinzschepa, Röcknitz, Böhlitz, Collmen, Treben, Zwochau, Thallwitz, Nischwitz, Wasewitz, Kollau und Canitz.

## Pfarrer
- 1539 – Frenzel, Anton
- 1547 – Collis, Hieronimus
- 1547 – Reinhardt, Sebastian
- 1550 – Brotkorb, Lucas
- 1569 – Großkopf, Martin
- 1575 – Barth, Michael
- 1582 – Mamphras, Wolfgang
- 1587 – Decker, Peter
- 1591 – Mamphras, Abraham
- 1614 – Löchner, Johann
- 1631 – Erdmann, Martin
- 1640 – Frey, Sebastian
- 1651 – Siebenhaar, Malachias
- 1656 – Schönburg, Johann
- 1683 – Otto, Johann Christian
- 1703 – Gerbis, Paul Christian
- 1721 – Päßler, Michael Gottlob
- 1725 – Rudorf, Johann Heinrich
- 1763 – Rudorf, August Wilhelm
- 1797 – Müller, Johann Gottlob
- 1802 – Richter, Christlieb Leberecht
- 1849 – Knaur, Otto Peter Joseph
- 1872 – Kirchner, *Carl Arthur
- 1904 – Kind, *Arno Rudolf
- 1918 – Böttger, Paul Gerhard
- 1956 – Meyer, Armin
- 1957 – Lohse, Karlheinz[8]

(…)
- 2023: Marcel Lepetit[9]; davor Klaus-Peter Schmidt[10]